# Боровая (приток Кети)
Боровая — река Енисейском районе Красноярского края России. Устье реки находится в 1188 км по правому берегу реки Кеть. Длина реки составляет 14 км.

## Данные водного реестра
По данным государственного водного реестра России относится к Верхнеобскому бассейновому округу, водохозяйственный участок реки — Кеть, речной подбассейн реки — бассейн притоков (Верхней) Оби от Чулыма до Кети. Речной бассейн реки — (Верхняя) Обь до впадения Иртыша.